# Alexander Znamenskiy

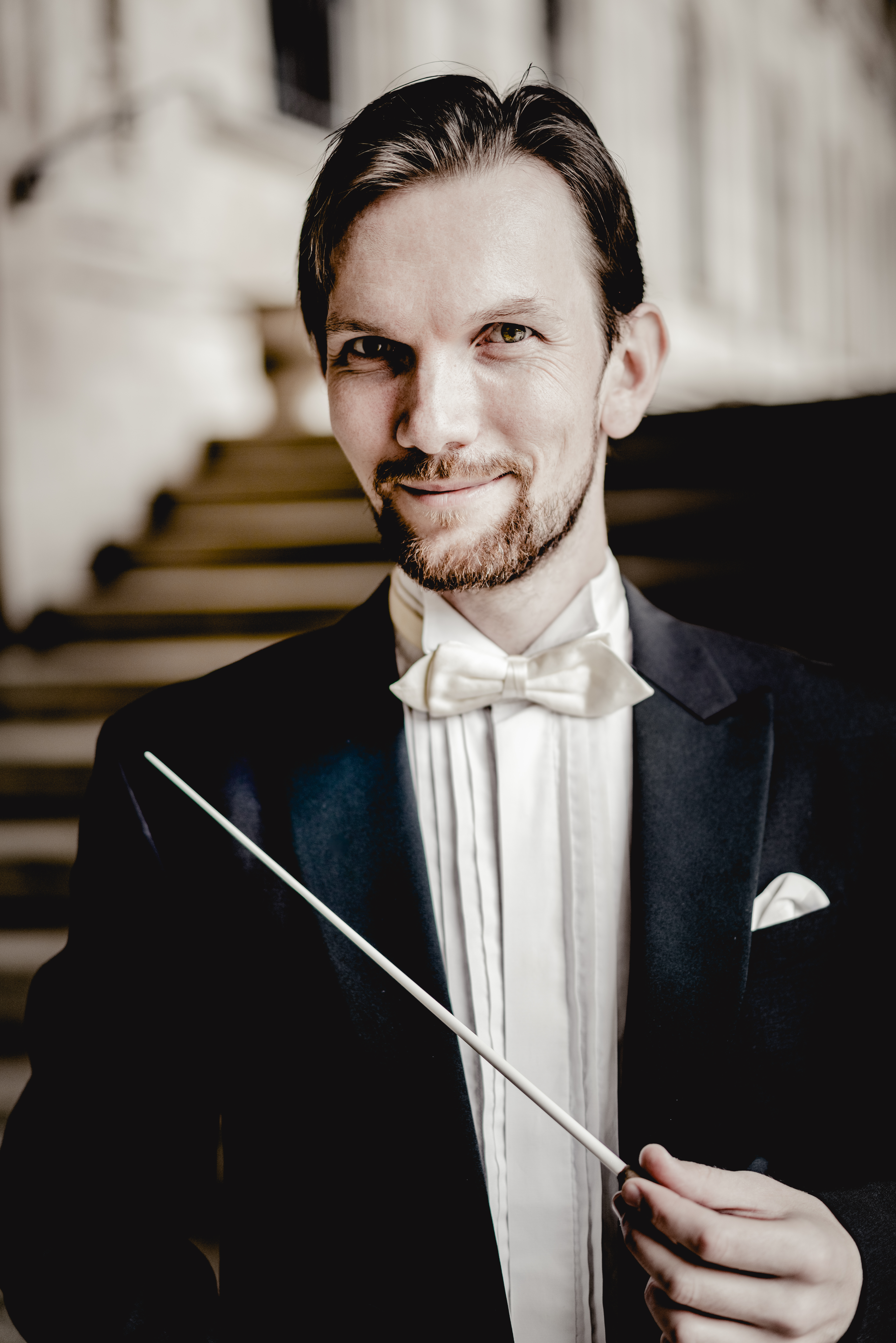
Alexander Znamenskiy (2017)

Alexander Znamenskiy (russisch Александр Николаевич Знаменский Alexander Nikolajewitsch Snamenski, * 13. August 1979 in UdSSR) ist ein österreichischer Dirigent und Kammermusiker.

## Leben

### Herkunft und Ausbildung
Alexander Znamenskiy studierte Viola an der Zentralmusikschule des Moskauer Konservatoriums, an der Universität „Mozarteum“ bei Thomas Riebl und Veronika Hagen in Salzburg und Kammermusik beim Altenberg Trio in Wien. Von 2012 bis 2017 studierte er Orchesterdirigieren und Korrepetition an der Musikuniversität Wien bei Uroš Lajovic und Simeon Pikonkoff sowie Chorleitung bei Erwin Ortner.

### Beruflicher Werdegang
Im Jahr 1997 nach Österreich emigriert. Seit 2003 ist er in Wien tätig, war Gründungsmitglied des Razumovsky-Quartetts und ist Vizepräsident der „Razumovsky Gesellschaft für Kunst und Kultur“. Im Bereich Alter Musik musizierte er mit dem Ensemble Musica Antiqua Köln, und in der Zeitgenössischen Musik war er Dirigent und Bratschist in der österreichischen Gruppe für Neue Musik Ambitus Extended, Quasars Ensemble, sowie bei dem Grazer Ensemble Zeitfluss. In der Spielzeit 2019/20 war er an der Wiener Staatsoper für die Produktion „Tri Sestri“ von Peter Eötvös als Pianist, Korrepetitor und Dirigent tätig.
Als Bratschist hatte Znamenskiy Erfolge als Kammermusiker und als Solobratschist des Orquestra Sinfónica Casa da Musica in Porto. Er konzertierte als Kammermusiker und Dirigent u. a. im Goldenen Saal des Wiener Musikvereins, Auditorio Nacional in Madrid, im Wiener Konzerthaus, bei den Salzburger Festspielen, bei dem KlangBogen Festival, bei der Schubertiade in Hohenems, in der St. Petersburger Philharmonie, in der Polnisch-Baltischen Chopin Philharmonie. Dabei musizierte er mit Künstlern wie Elisabeth Leonskaja, Jean-Bernard Pommier, Paul Gulda und dem Hugo Wolf Quartett. 2005 wurde er Stipendiat der Alban Berg Stiftung, was u. a. einen künstlerischen Austausch mit dem Borodin-Quartett und eine Konzerttournee seines Quartetts in Deutschland ermöglichte. Neben seinem Studium war er Sänger und Chorregent der russisch-orthodoxen Kathedrale zum hl. Nikolaus in Wien und des Arnold Schoenberg Chors. Aus Interesse an der Förderung junger Musiker gründete er das Orchester Wiener Polyphoniker. Dieses hat zum Ziel, jungen Menschen aus verschiedenen Ländern die Wiener Musiktraditionen näher zu bringen, ihnen Kulturwissen zu vermitteln und ihr Selbstbewusstsein zu stärken.

## Diskografie
- Joseph Haydn, Divertimenti / Wolfgang Amadeus Mozart, Oboenquartett. Ensemble Moderntimes – Preiser Records, 2005[8]
- Louis Vierne, Klavierquintett – Gramola 2014[9]
- Joseph Haydn, 7 letzten Worte Jesu am Kreuz. Razumovsky Quartett – Obsculta Classic 2014 (OSM2001)
- Roman Berger, Korczak in Memoriam, Requiem da Camera, Quasars Ensemble, 2021[10]